# Štiri sveta mesta v judovstvu
Štiri sveta mesta je združen pojem, uporabljen v judovski kulturi, ki se nanaša na Jeruzalem, Hebron, Tiberias in Safed. V našetih mestih se od 16. stoletja naprej, izvaja večina pokopnih obredov v Izraelu.
- Jeruzalem je najsvetejše mesto in versko središče judovstva že od 10. stoletja pred Kristusom.
- V Hebronu so pokopani pomembnejši judovski voditelji. Po Biblijskem izročilu se je v mestu nahajal kapitelj kralja Davida.
- Safed je bilo središče judovskih povratnikov, ki so sledili ukazom o izgonu iz Španije leta 1492.
- Tiberias je v judovski zgodovini zaznamovano z zapisom Talmuda. V 18. in 19. stoletju je bilo v mestu ustanovljeno izobraževalno središče judovskih študij.